# Kings
Kings is een Frans-Belgisch misdaaddrama uit 2017 dat geschreven en geregisseerd werd door Deniz Gamze Ergüven. De Engelstalige film speelt zich af gedurende de rellen van 1992 in Los Angeles. De hoofdrollen worden vertolkt door Halle Berry en Daniel Craig.

## Verhaal
In 1992, na de Rodney King-rechtszaak, breken er rassenrellen uit in Los Angeles. Een blanke eenzaat uit South Central helpt tijdens deze gevaarlijke periode een zwarte moeder in haar poging om enkele kinderen in veiligheid te brengen.

## Rolverdeling
| Acteur               | Personage        |
| -------------------- | ---------------- |
| Halle Berry          | Millie Dunbar    |
| Daniel Craig         | Obie Hardison    |
| Lamar Johnson        | Jesse Cooper     |
| Kaalan Walker        | William MCgee    |
| Rachel Hilson        | Nicole Patterson |
| Issac Ryan Brown     | Shawnte          |
| Reece Cody           | Tiger            |
| Serenity Reign Brown | Peaches          |
| Callan Farris        | Ruben            |
| Rick Ravanello       | Officer Camello  |
| Kirk Baltz           | Officer Cooley   |

## Productie
In 2004 begon Deniz Gamze Ergüven aan het schrijven van een script over de rassenrellen van 1992 in Los Angeles. In 2011 rondde ze haar werk af en hoopte ze het script, dat toen nog The Kings heette, te verfilmen. Omdat niemand het project wilde financieren, maakte ze uiteindelijk haar regiedebuut met Augustine (2012). 
Nadat ze in 2015 was doorgebroken met het drama Mustang probeerde Ergüven opnieuw om haar script over de rellen in Los Angeles te verfilmen. Het project, getiteld Kings, kwam uiteindelijk tot stand door de samenwerking en financiering van productie- en distributiebedrijven CG Cinéma, France 2 Cinéma, Ad Vitam (Frankrijk), Scope Pictures (België), Maven Pictures en Bliss Media (China).
In mei 2016 raakte bekend dat Halle Berry een hoofdrol zou vertolken. Een maand later werd Daniel Craig aan de cast toegevoegd.
De opnames van de film gingen op 27 december 2016 van start in Los Angeles. In februari 2017 werden de opnames afgerond.

## Release
Kings ging op 13 september 2017 in première op het Internationaal filmfestival van Toronto.